# Festival di Cannes 2012
La 65ª edizione del Festival di Cannes ha avuto luogo a Cannes dal 16 maggio al 27 maggio 2012. Il direttore generale è, per il dodicesimo anno consecutivo, Thierry Frémaux. Il festival si è tenuto nella seconda metà di maggio (dal 16 al 27 maggio), in leggero ritardo rispetto alle edizioni precedenti, per via delle elezioni presidenziali francesi che si sono tenute il 22 aprile e il 6 maggio 2012.
Il film d'apertura è stato Moonrise Kingdom - Una fuga d'amore di Wes Anderson, mentre il film di chiusura è stato Thérèse Desqueyroux di Claude Miller.
La giuria presieduta dal regista italiano Nanni Moretti ha assegnato la Palma d'oro per il miglior film ad Amour di Michael Haneke.
Il poster di questa edizione ritrae Marilyn Monroe nell'atto di spegnere una candelina, omaggio all'attrice nel cinquantesimo anniversario dalla sua scomparsa.
La madrina della manifestazione è stata l'attrice argentina naturalizzata francese Bérénice Bejo.

## Selezione ufficiale
La dichiarazione di larga parte del programma si è tenuta il 19 aprile 2012 a Parigi in una conferenza per la stampa.
Il Direttore Generale Thierry Frémaux ha selezionato i 20 film in concorso tra oltre 2.000 provenienti da tutto il mondo.

### Concorso

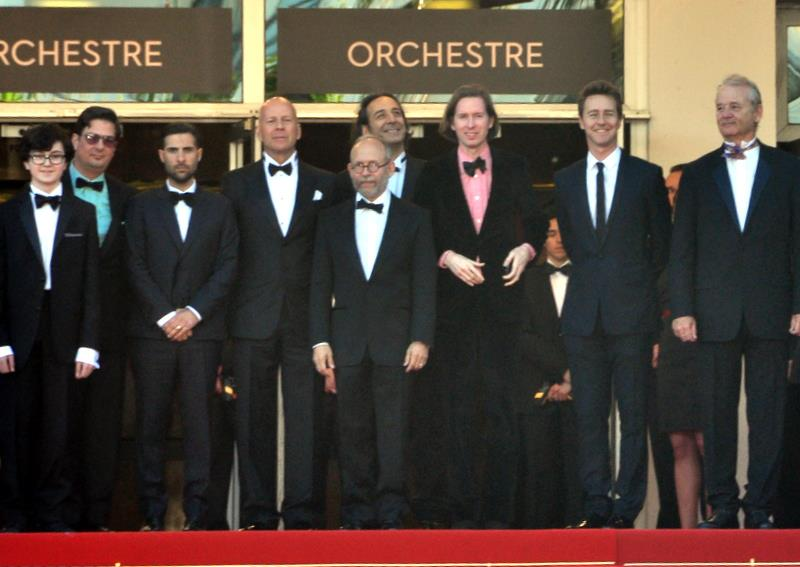
La presentazione del film d'apertura, Moonrise Kingdom.

- Moonrise Kingdom - Una fuga d'amore, regia di Wes Anderson (USA) - film d'apertura
- Un sapore di ruggine e ossa (De rouille et d'os), regia di Jacques Audiard (Belgio/Francia)
- Holy Motors, regia di Leos Carax (Francia)
- Cosmopolis, regia di David Cronenberg (Francia/Canada/Portogallo/Italia)
- The Paperboy, regia di Lee Daniels (USA)
- Cogan - Killing Them Softly (Killing Them Softly), regia di Andrew Dominik (Nuova Zelanda)
- Reality, regia di Matteo Garrone (Italia)
- Amour, regia di Michael Haneke (Francia)
- Lawless, regia di John Hillcoat (USA)
- In Another Country, regia di Hong Sang-soo (Corea del Sud)
- The Taste of Money (Do-nui mat), regia di Im Sang-soo (Corea del Sud)
- Qualcuno da amare (Like Someone in Love), regia di Abbas Kiarostami (Giappone/Francia)
- La parte degli angeli (The Angels' Share), regia di Ken Loach (Regno Unito/Francia)
- Anime nella nebbia (V tumane), regia di Serhij Loznycja (Germania/Paesi Bassi/Bielorussia/Russia/Lettonia)
- Oltre le colline (Beyond the Hills), regia di Cristian Mungiu (Romania)
- After the Battle (Baad el mawkeaa), regia di Yousry Nasrallah (Egitto)
- Mud, regia di Jeff Nichols (USA)
- Vous n'avez encore rien vu, regia di Alain Resnais (Francia)
- Post Tenebras Lux, regia di Carlos Reygadas (Messico/Francia/Paesi Bassi)
- On the Road, regia di Walter Salles (USA/Francia/UK)
- Paradise: Love (Paradise: Liebe), regia di Ulrich Seidl (Austria)
- Il sospetto (Jagten), regia di Thomas Vinterberg (Danimarca)

### Fuori Concorso
- Io e te, regia di Bernardo Bertolucci (Italia)
- Une Journee particuliere, regia di Gilles Jacob e Samuel Faure (Francia)
- Thérèse Desqueyroux, regia di Claude Miller (Francia) - film di chiusura
- Madagascar 3 - Ricercati in Europa (Madagascar 3: Europe's Most Wanted), regia di Eric Darnell e Tom McGrath (USA)
- Hemingway & Gellhorn, regia di Philip Kaufman (USA)

### Proiezioni di Mezzanotte
- Dracula 3D, regia di Dario Argento (Italia)
- The Sapphires, regia di Wayne Blair (Australia)
- Maniac, regia di Franck Khalfoun (USA/Francia)
- Ai to Makoto, regia di Takashi Miike (Giappone)

### Proiezioni speciali
- Der Müll Im Garten Eden, regia di Fatih Akın
- Roman Polanski: A Film Memoir, regia di Laurent Bouzereau
- Trashed, regia di Candida Brady
- The Central Park Five, regia di Ken Burns, Sarah Burns e David Mcmahon
- Les invisibles, regia di Sébastien Lifshitz
- Journal De France, regia di Claudine Nougaret e Raymond Depardon
- A musica segundo Tom Jobim, regia di Nelson Pereira Dos Santos
- Villegas, regia di Gonzalo Tobal
- Mekong Hotel, regia di Apichatpong Weerasethakul
- The Resistance (Fankang Zhe), regia di Peng Zhang Li

### Un Certain Regard
- Miss Lovely, regia di Ashim Ahluwalia
- La Playa, regia di Juan Andrés Arango
- Les Chevaux de Dieu, regia di Nabil Ayouch
- Buon anno Sarajevo (Djeca), regia di Aida Begić
- Renoir, regia di Gilles Bourdos
- Trois Mondes, regia di Catherine Corsini
- Antiviral, regia di Brandon Cronenberg
- 7 Days in Havana (7 Dias en La Habana), regia di Benicio del Toro, Pablo Trapero, Julio Medem, Elia Suleiman, Juan Carlos Tabío, Gaspar Noé e Laurent Cantet
- Le grand soir, regia di Benoit Delepine e Gustave Kervern
- Laurence Anyways e il desiderio di una donna... (Laurence Anyways), regia di Xavier Dolan
- Despues De Lucia, regia di Michel Franco
- Aimer A perdre la raison, regia di Joachim Lafosse
- Gimme the Loot, regia di Adam Leon
- Fúchéng mí shì, regia di Lou Ye
- Student, regia di Därejan Ömırbaev
- La Pirogue, regia di Moussa Toure
- Elefante blanco, regia di Pablo Trapero
- Confession of a Child of the Century, regia di Sylvie Verheyde
- 11.25 The Day He Chose His Own Fate, regia di Kōji Wakamatsu
- Re della terra selvaggia (Beasts of the Southern Wild), regia di Benh Zeitlin

## Settimana internazionale della critica

### Lungometraggi
- Qui e là (Aquí y allá), regia di Antonio Méndez Esparza (Spagna/USA/Messico)
- Au galop, regia di Louis-Do de Lencquesaing (Francia)
- Les Voisins de Dieu, regia di Meni Yaesh (Israele/Francia)
- Hors les murs, regia di David Lambert (Belgio/Canada/Francia)
- Peddlers, regia di Vasan Bala (India)
- Los Salvajes, regia di Alejandro Fadel (Argentina)
- Sofia's Last Ambulance, regia di Ilian Metev (Germania/Croazia/Bulgaria)

### Proiezioni speciali
- Broken, regia di Rufus Norris (Regno Unito)
- Augustine, regia di Alice Winocour (Francia)
- J'enrage de son absence, regia di Sandrine Bonnaire (Francia/Lussemburgo/Belgio)

## Quinzaine des Réalisateurs

### Lungometraggi
- 3, regia di Pablo Stoll Ward (Uruguay/Germania/Argentina)
- Adieu Berthe - L'enterrement de mémé, regia di Bruno Podalydès (Francia)
- Alyah, regia di Elie Wajeman (Francia)
- Camille redouble, regia di Noémie Lvovsky (Francia)
- Dae gi eui wang, regia di Yeun Sang-Ho (Corea del Sud)
- Dangerous Liaisons, regia di Hur Jin-Ho (Cina)
- El Taaib, regia di Merzak Allouache (Algeria)
- Ernest & Celestine, regia di Stéphane Aubier, Vincent Patar e Benjamin Renner (Francia/Belgio/Lussemburgo)
- Fogo, regia di Yulene Olaizola (Messico/Canada)
- Gangs of Wasseypur, regia di Anurag Kashyap (India)
- Infanzia clandestina, regia di Benjamin Ávila (Argentina/Spagna/Brasile)
- La Sirga, regia di William Vega (Colombia/Francia/Messico)
- No - I giorni dell'arcobaleno (No), regia di Pablo Larraín (Cile/USA)
- Opération Libertad, regia di Nicolas Wadimoff (Svizzera/Francia)
- Rengaine, regia di Rachid Djaïdani (Francia)
- Overlook Hotel - Stanza 237 (Room 237), regia di Rodney Ascher (USA)
- Sueño y silencio, regia di Jaime Rosales (Spagna/Francia)
- The We and the I, regia di Michel Gondry (USA)
- Yek Khanévadéh-e Mohtaram, regia di Massoud Bakhshi (Iran)

### Proiezioni speciali
- La noche de enfrente, regia di Raúl Ruiz (Francia/Cile)
- Killer in viaggio (Sightseers), regia di Ben Wheatley (Regno Unito)

### Cortometraggi
- Avec Jeff, à moto, regia di Marie-Eve Juste (Canada)
- Rodri, regia di Franco Lolli (Francia)
- Königsberg, regia di Philipp Mayrhofer (Francia)
- Porcos Raivosos, regia di Leonardo Sette e Isabel Penoni (Brasile)
- Os vivos tambem choram, regia di Basil da Cunha (Svizzera/Portogallo)
- Portret Z Pamieci, regia di Marcin Bortkiewicz (Polonia)
- The Curse, regia di Fyzal Boulifa (Regno Unito/Marocco)
- Tram, regia di Michaela Pavlátová (Francia/Repubblica Ceca)
- Os mortos-vivos, regia di Anita Rocha da Silveira (Brasile)
- Wrong Cops, regia di Quentin Dupieux (Francia)

## Short Film Corner
- La Grace, regia di Jean Soavi (Francia)
- A Tout Prix, regia di Yann Danh (Francia)
- La mafia alternativa... tra vita, morte e miracoli, regia di Nicola Barnaba (Italia)
- Limerence, regia di Giuseppe Rossi (Italia)
- Horror Vacui, regia di Cristian Iezzi e Chiara De Marchis (Italia)

## Giurie

### Concorso

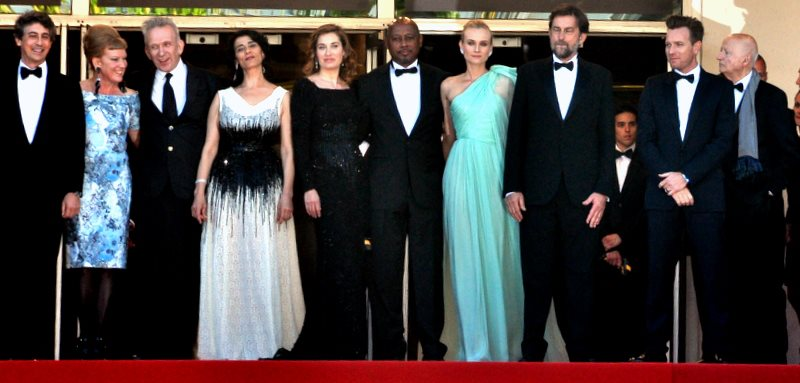
La giuria

- Nanni Moretti, regista (Italia) - presidente
- Diane Kruger, attrice (Germania)
- Emmanuelle Devos, attrice (Francia)
- Jean-Paul Gaultier, stilista (Francia)
- Raoul Peck, regista (Haiti)
- Andrea Arnold, regista (Regno Unito)
- Alexander Payne, regista (USA)
- Hiam Abbass, attrice e regista (Autorità Nazionale Palestinese)
- Ewan McGregor, attore (Scozia)

### Un Certain Regard
- Tim Roth, attore (USA) - presidente
- Leïla Bekhti, attrice (Francia)
- Tonie Marshall, regista (Francia)
- Luciano Monteagudo, critico (Argentina)
- Sylvie Pras, responsabile cinema del Centre Pompidou (Francia)

### Cinéfondation e cortometraggi
- Jean-Pierre Dardenne, regista (Belgio) - presidente
- Arsinée Khanjian, attrice (Canada)
- Karim Aïnouz, regista (Brasile)
- Emmanuel Carrère, scrittore e regista (Francia)
- Yu Lik-wai, direttore della fotografia e regista (Cina)

## Palmarès

### Concorso
- Palma d'oro: Amour di Michael Haneke (Francia)
- Grand Prix Speciale della Giuria: Reality di Matteo Garrone (Italia)
- Prix de la mise en scène: Post Tenebras Lux di Carlos Reygadas (Messico)
- Prix du scénario: Oltre le colline (Beyond the Hills) di Cristian Mungiu (Romania)
- Prix d'interprétation féminine: Cosmina Stratan ex aequo Cristina Flutur per Oltre le colline (Beyond the Hills)
- Prix d'interprétation masculine: Mads Mikkelsen per Il sospetto (Jagten)
- Premio della giuria: La parte degli angeli (The Angels' Share) di Ken Loach (Regno Unito/Francia)

### Un Certain Regard
- Premio Un Certain Regard: Después de Lucia di Michel Franco (Messico)
- Premio della giuria: Le grand soir di Benoît Delépine e Gustave Kervern (Francia)
- Menzione speciale: Buon anno Sarajevo (Djeca) di Aida Begić (Bosnia)
- Prix d'interprétation féminine Un Certain Regard: Émilie Dequenne per À perdre la raison ex aequo Suzanne Clément per Laurence Anyways e il desiderio di una donna...

### Settimana Internazionale della Critica
- Gran Premio Settimana Internazionale della Critica: Aquí y allá, regia di Antonio Méndez Esparza (Spagna/Stati Uniti/Messico)
- Premio SACD: Los Salvajes, regia di Alejandro Fadel (Argentina)

### Quinzaine des Réalisateurs
- Premio Art Cinéma: No - I giorni dell'arcobaleno, regia di Pablo Larraín (Cile/Stati Uniti)
- Premio Europa Cinema Label: El Taaib, regia di Merzak Allouache (Algeria)
- Premio SACD: Camille redouble, regia di Noémie Lvovsky (Francia)

### Altri premi
- Caméra d'or: Re della terra selvaggia (Beasts of the Southern Wild) di Benh Zeitlin (Stati Uniti)
- Premio Fipresci:
  - Concorso: Anime nella nebbia (In the Fog) di Sergei Loznitsa (Germania/Paesi Bassi/Bielorussia/Russia/Lettonia)
  - Un Certain Regard: Re della terra selvaggia (Beasts of the Southern Wild) di Benh Zeitlin (Stati Uniti)
  - Quinzaine des réalisateurs: Rengaine di Rachid Djaïdani (Francia)
- Premio della Giuria Ecumenica: Il sospetto (Jagten) di Thomas Vinterberg (Danimarca)
  - Menzione speciale della Giuria Ecumenica: Re della terra selvaggia (Beasts of the Southern Wild) di Benh Zeitlin (Stati Uniti)
- Prix de L'Éducation nationale:
- Prix de la jeunesse: Holy Motors di Leos Carax (Francia)
- Queer Palm:
  - Lungometraggio: Laurence Anyways e il desiderio di una donna... di Xavier Dolan (Canada)
  - Cortometraggio: Ceci n'est pas un film de Cowboys di Benjamin Parent (francia)
- Trofeo Chopard:
  - Rivelazione femminile: Shailene Woodley
  - Rivelazione maschile: Ezra Miller
- Premio François Chalais: Les Chevaux de Dieu di Nabil Ayouch (Marocco)